# Cratere La Moinerie
La Moinerie è un cratere d'impatto del Québec, in Canada. 
Il suo diametro misura circa 8 km e la sua età è stimata a 400 ± 50 milioni di anni (periodo Siluriano o Devoniano). Attualmente, il cratere forma un bacino lacustre denominato Lac La Moinerie. I ghiacciai hanno modificato, nel corso del tempo, gran parte della conformazione fisica originaria, compreso il cratere principale.